# Operation Attain Document
Attain Document ist der Codename für im Jahr 1986 durchgeführte Manöver unter voller Kampfbereitschaft von Schiffsverbänden der Vereinigten Staaten im Mittelmeer, nördlich und in der Großen Syrte.

## Ziele
Die als ‚Manöver unter voller Kampfbereitschaft‘ ausgeführten Operationen waren eine Reaktion der USA auf ältere Terrorakte durch Gruppierungen der PLO, deren Hauptquartier sich damals in Libyen befand.
Das Manöver diente ferner der Unterstreichung der Navigationsfreiheit in internationalen Gewässern, da Libyen die Große Syrte nach Auffassung mindestens der meisten westlichen Staaten völkerrechtswidrig als Hoheitsgewässer beanspruchte. Das Gebiet südlich der Linie 32° 30' N umfasste 62 nautische Meilen (115 km) Fischereizone, wobei Libyen diese Linie ab 1973 als Todeslinie (Line of Death) propagierte.

## Vorgeschichte
1985 wurde das Kreuzfahrtschiff Achille Lauro im Mittelmeer durch eine palästinensische Splittergruppe, die Palestinian Liberation Front (PLF), entführt, wobei der 69-jährige US-Amerikaner Leon Klinghoffer erschossen wurde. Bei den Aktionen zur Gefangennahme und späteren Verurteilung der Entführer kam es zu komplizierten politischen, militärischen und juristischen Verwicklungen zwischen den USA, Italien und Ägypten.

### Entführung einer Egypt-Air-Maschine
Am 23. November 1985 wurde der Egypt-Air-Flug 648 von Athen nach Kairo durch drei Angehörige der Abu-Nidal-Organisation (FRC) nach Malta entführt. Ein ägyptischer Flugsicherheitsbegleiter an Bord erschoss einen der Entführer, wurde anschließend jedoch selbst getötet. Es kam durch die Schüsse zu einer Kabinendekompression; die Maschine konnte jedoch in Malta landen, obwohl die Landebahnbeleuchtung des Flughafens Malta zur Verhinderung der Landung ausgeschaltet wurde. In den darauffolgenden Stunden schossen die Entführer auf drei israelische und zwei US-amerikanische Passagiere und stießen sie durch eine offene Tür des Flugzeugs hinaus. Ein Israeli und ein US-Amerikaner starben an ihren Schussverletzungen. Malta autorisierte ägyptische Sicherheitskräfte zur Erstürmung des Flugzeugs, um die Geiseln zu befreien. US-amerikanische Beteiligung wurde von den Maltesern nur in beratender Funktion erlaubt (Offiziere der Delta Force und zwei Antiterror-Spezialisten). Flugzeuge des US-amerikanischen Flugzeugträgers Coral Sea eskortierten die Maschinen der am 24. November einfliegenden ägyptischen Kommandotruppe 777 und flogen Patrouillen zur Abschirmung gegen das unberechenbare Libyen. Noch am gleichen Abend erstürmte ein ägyptisches Kommando die entführte Maschine. Hierbei kam es wegen der starken Rauchentwicklung durch die eingesetzten Rauchgranaten zu einer ziellosen Schießerei an Bord. Außer den Entführern wurden von 98 Personen an Bord (Passagiere und Besatzung) 57 Geiseln durch Rauchvergiftung und Schussverletzungen getötet.

### Terroranschlag am Flughafen in Rom
Am 27. Dezember 1985 kam es am römischen Flughafen Leonardo da Vinci zu einem Amoklauf von vier (andere Quellen: fünf) Arabern, die ebenfalls zur FRC gehörten, wie sich später herausstellte. Sie warfen zwei Handgranaten unter die Passagiere am El-Al-Schalter und eine in ein Flughafencafé und schossen danach mit Kalaschnikow-Schnellfeuergewehren auf die Menschen an den Schaltern der El Al, TWA und Pan Am. Dabei und beim folgenden längeren Schusswechsel mit der Polizei wurden insgesamt 17 Menschen getötet und über 70 verwundet.

### Terroranschlag am Flughafen in Wien
Fast gleichzeitig zu den Ereignissen in Rom, also ebenfalls am 27. Dezember 1985, geschah Ähnliches auf dem Flughafen Wien-Schwechat. Drei Männer, die ebenfalls der FRC angehörten, warfen Handgranaten auf wartende Passagiere des El-Al-Flugs 364 und eröffneten danach das Feuer, etwa zwei Minuten lang. Nach einer kurzen Jagd wurde einer der Angreifer von Sicherheitsleuten getötet und zwei verletzt und gefangen genommen. Es gab insgesamt 4 Tote und über 30 Verletzte.
Die Untersuchungen der drei Terrorakte ergaben viele Hinweise und Verbindungen nach Libyen, die deutlich machten, dass Libyen den Terrorgruppen aktive logistische Unterstützung geboten hatte.

## Reaktion der USA
Am 6. Januar 1986 berief Präsident Ronald Reagan eine Sitzung des Nationalen Sicherheitsrats ein, bei der u. a. Außenminister George P. Shultz, Verteidigungsminister Caspar Weinberger und der CIA-Director William Joseph Casey zugegen waren. Es ging um die Frage, was in Bezug auf Libyen zu tun sei. Im Hinblick auf die öffentliche Meinung und Unterstützung durch die Alliierten äußerte wegen spärlicher Beweise William Casey Bedenken gegenüber Militäraktionen; Syrien und Iran gewährten Abu Nidal ebenfalls Unterstützung. Es wurden diverse militärische Optionen diskutiert, wie Bombardierung durch F-111 oder B-52-Bomber durch in Großbritannien stationierte Einheiten, aber auch pinpoint strikes durch Tomahawk-Marschflugkörper. Weinberger mahnte in Erinnerung an das Fiasko im Libanon (Eskalation der Kampfhandlungen und aktives Eingreifen der USA nach dem Anschlag auf den US-Stützpunkt in Beirut) klare Vorgaben an. Shultz schlug eine Kombination aus ökonomischen Sanktionen und Militärpräsenz vor. Dieser Vorschlag wurde angenommen. Für die nichtoffensive, aber aggressive militärische Stärkedemonstration durch Flottenverbände im Mittelmeer sollten jedoch auch offensive Optionen geplant und für alle Fälle „im Ärmel“ bereitgehalten werden.
Am 7. Januar 1986 kündigte der amerikanische Präsident Reagan durch die Executive Order 12544 öffentlich ein umfassendes Handels- und Wirtschaftsembargo gegen Libyen an, außerdem wurden am 8. Januar 1986 alle libyschen Immobilien und sonstige Vermögenswerte in den USA beschlagnahmt und alle Geldreserven in den USA eingefroren. Außerdem kündigte er Schiffsmanöver in der Nähe libyscher Gewässer an.

## Reaktion der NATO-Partner
Am 15. Januar 1986 forderten die USA die NATO-Staaten auf, die US-Sanktionen gegen Libyen zu unterstützen. Trotz heftigen Drängens der USA schlossen sich die europäischen Verbündeten vorerst nicht diesen Maßnahmen an. Am 9. Januar 1986 beschloss die italienische Regierung aber die sofortige Einstellung von Waffenlieferungen an Libyen. Im Februar 1986 intervenierte Frankreich im Libysch-Tschadischen Grenzkrieg (Operation Epervier), da fast zeitgleich mit dem Konflikt um die Große Syrte auch libysche Truppen über den Aouzou-Streifen hinaus in den Tschad eingedrungen waren, den Luftwaffenstützpunkt Ouadi Doum kontrollierten und für Angriffe nutzten.

## Reaktion Libyens
Am 13. Januar 1986 fingen für kurze Zeit zwei libysche Kampfflugzeuge vom Typ MiG-25 (NATO-Codename „Foxbat“) ein US-Aufklärungsflugzeug vom Typ EA-3B im Mittelmeer ab.
Der libysche Revolutionsführer Muammar al-Gaddafi reagierte am 15. Januar 1986 mit einem Aufruf an alle arabischen Staaten, Wirtschaftssanktionen gegen die USA durchzuführen. Außerdem kündigte er den Einsatz von Selbstmordkommandos an, die Anschläge gegen den „amerikanischen Imperialismus“ und den „zionistischen Gegner“ unternehmen sollen. Am 25. Januar 1986 erklärte Gaddafi nochmals die Große Syrte zu den libyschen Hoheitsgewässern und bezeichnete die Luftlinie (32° 30′ N) zwischen Misrata und Bengasi als eine Todeslinie (Line of Death). Am 25. Januar 1986 befand sich Gaddafi an Bord des Flugkörper-Schnellbootes Waheed und fuhr zur Demonstration die erklärte Linie von Misrata nach Bengasi ab.

## Reaktion weitere Staaten
Der gleichzeitig im März in Tunis tagende Ministerrat der Arabischen Liga verurteilte die US-amerikanische Aggression und erklärte sich solidarisch mit Libyen.

## Intervention Libyens und Frankreichs und US-Unterstützung im Tschad
Zeitgleich mit den US-Operationen in der Großen Syrte kam es erneut zum libyschen Eingreifen im Tschad. Die libysche Luftwaffe und die Luftverteidigung war somit sowohl im Norden als auch im Süden des Landes einem direkten Konfliktpotential mit französischen und US-amerikanischen Flugzeugen ausgesetzt.
Mit Transall-Transportflugzeugen entsandte Frankreich im Februar 1986 rund 1400 Fremdenlegionäre, zudem verlegten 12 Kampfflugzeuge vom Typ Jaguar und 8 Kampfflugzeuge vom Typ F.1C-200 zusammen mit zwei Tankflugzeugen vom Typ C-135FR und einem Aufklärungsflugzeug vom Typ Breguet Atlantic, die in Bangui in der Zentralafrikanischen Republik stationiert waren, in die Krisenregion. Es begann die französische Militäroperation Épervier. Französische Kampfflugzeuge vom Typ Jaguar bombardierten den libyschen Luftwaffenstützpunkt Quadi Doum im Nordtschad und machten die Rollbahn für mehrere Tage unbrauchbar. Als Vergeltung für die französischen Luftangriffe auf Quadi Doum flog am 17. Februar 1986 ein libyscher Bomber vom Typ Tupolew Tu-22 („Blinder“) einen Angriff auf den Flughafen der tschadischen Hauptstadt N’Djamena. Nach dem libyschen Bombenangriff auf N’Djamena erhöhte Frankreich am 24. Februar 1986 sein Kontingent im Tschad um 650 weitere Soldaten. Zusätzlich wurden mit einem Militärfrachtflugzeug Lockheed C-5 Galaxy der US-Luftwaffe Flugabwehrraketensysteme vom Typ Crotale und MIM-23B Hawk verlegt und zwei weitere Jaguar-Kampfflugzeuge nach N’Djamena entsandt. Am 5. März 1986 kam es im Nordtschad nahe Oum Chalouba zu einem Feuergefecht zwischen tschadischen Regierungstruppen, unterstützt von französischen Kampfhubschraubern und Rebellen und libyschen Soldaten auf der Gegenseite. Die USA und Frankreich verstärkten ihre Militärhilfe für die tschadische Regierung. Bis zum 19. März 1986 kamen bei schweren Kämpfen zwischen Regierungstruppen des Tschad und pro-libyschen Einheiten nach offiziellen Angaben 235 Menschen ums Leben. Mit Unterstützung Frankreichs gelang es den Regierungstruppen die Flugfelder Aouzou, Bardai, Zouar und Yebbi Bou zurückzuerobern.

## Operationsplanung der USA
Gleichzeitig zur Ankündigung der Sanktionen und der Flottenmanöver beauftragte Präsident Reagan das Militär mit der Planung eventueller offensiver militärischer Optionen. Der Einsatz von B-52-Bombern und Tomahawk-Marschflugkörpern wurde ausgeschlossen, um sie wegen ihrer strategischen, abschreckenden Rolle nicht zu kompromittieren. Noch im Januar begann General Bernard Roberts des United States European Command mit seinen wichtigsten Untergebenen die Evaluierung möglicher libyscher Ziele und Verteidigungsanlagen. Vizeadmiral Frank B. Kelso bereitete die im Mittelmeer stationierte 6. US-Flotte für die geplanten Manöver und mögliche Offensivaktionen vor.

## Operation Attain Document
26.–30. Januar 1986
Freedom of navigation exercise als Antwort auf libysch geförderten Terrorismus (siehe Vorgeschichte). Nördlich des 32. Breitengrades (32° 30' N).
- USS Saratoga Battle Group
- USS Coral Sea Battle Group

## Operation Attain Document II
12.–15. Februar 1986
Fortgesetzte Operationen nahe libyscher Hoheitsgewässer (innerhalb des Fluginformationsgebiets von Tripolis).
- USS Saratoga Battle Group
- USS Coral Sea Battle Group

## Operation Attain Document III / Operation Prairie Fire
23.–29. März 1986
Überschreitung des 32. Breitengrades („Todeslinie“) und Eskalation. Libysche Angriffe und Implementierung der Operation Prairie Fire durch Vizeadmiral Kelso. Versenkung von zwei libyschen Kriegsschiffen und einem weiteren unbekannter Herkunft, möglicherweise syrisch.
- USS Saratoga Battle Group
- USS Coral Sea Battle Group
- USS America Battle Group
- Surface Action Group

### Verlauf am 23./24. März

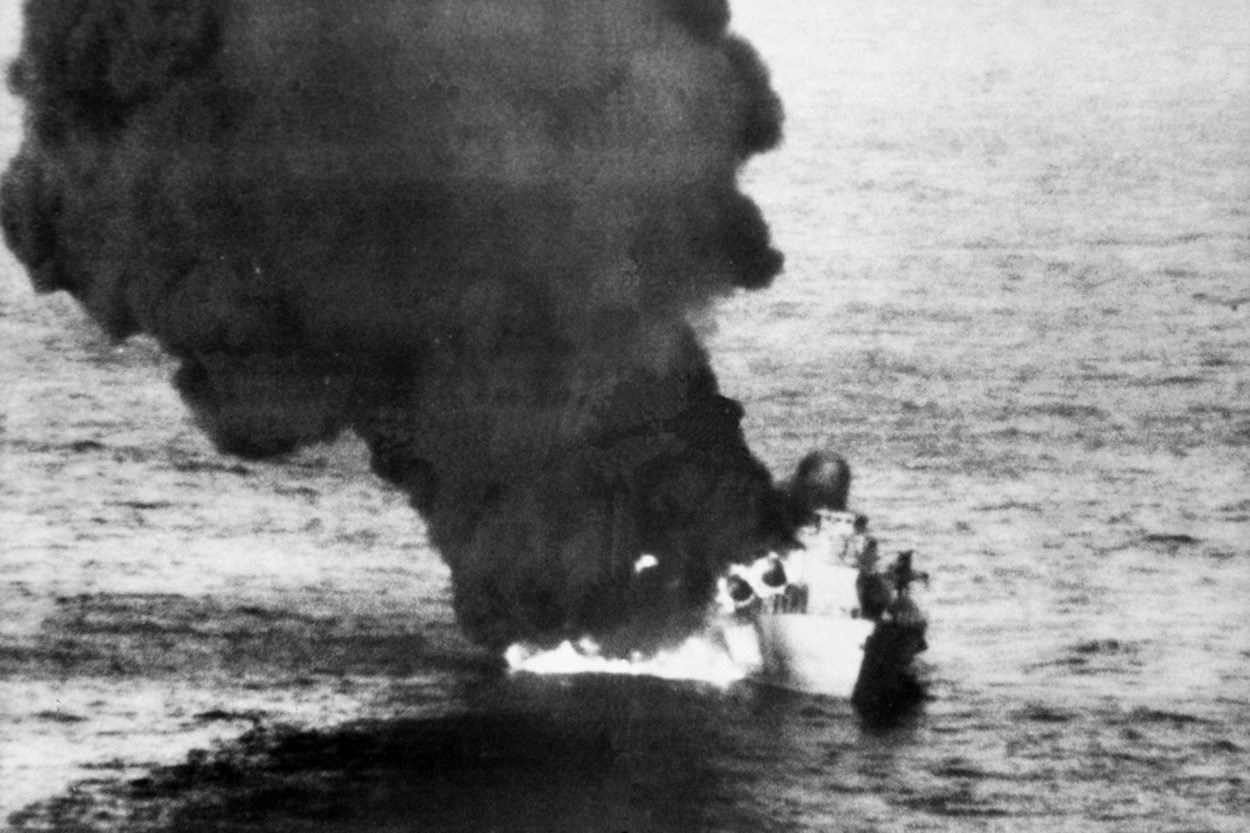
Beschädigte libysche Korvette der Nanuchka II-Klasse

Am 23. März 1986 überquerten US-Flugzeuge von den drei Flugzeugträgerkampfgruppen die von Libyen propagierte „Line of Death“ in der Großen Syrte. Am 24. März um 6:00 Uhr überquerten auch der Lenkwaffenkreuzer Ticonderoga begleitet von den beiden Zerstörern Scott und Caron die Linie. Eine libysche Flugabwehrraketenstellung in der Nähe von Surt (Sirte) feuerte um 7:52 Uhr zwei Boden-Luft-Raketen vom Typ S-200 (SA-5) in Richtung eines US-Kampfflugzeugs vom Typ F-14A. Sie verfehlten aber ihr Ziel. Um 10:00 Uhr starteten auf dem Luftwaffenstützpunkt Benina bei Bengasi zwei libysche Kampfflugzeuge vom Typ MiG-23 mit dem Befehl, die US-Kampfjets abzufangen und zu bekämpfen. Ein Luftraumüberwachungsflugzeug vom Typ E-2 erfasste die MiG-23 und alarmierte zwei weitere F-14 vom Flugzeugträger America, die beide MiG-23 auf 20.000 Fuß (6.100 m) abfingen. Mehrere libysche Patrouillenboote befanden sich gegen Nachmittag auf Kurs zur US-Trägerkampfgruppe. Zwei US-amerikanische Angriffsflugzeuge vom Typ A-6 entdeckten ein Patrouillenboot der La Combattante IIa-Klasse, und um 19.26 Uhr beschoss eines der US-Flugzeuge mit einem Seezielflugkörper vom Typ AGM-84 Harpoon das libysche Patrouillenboot und versenkte es. Vierzig Minuten später griffen mehrere US-Kampfflugzeuge (F-14, F/A-18, A-7E und EA-6B) die Flugabwehrraketenstellung in der Nähe von Surt (Sirte) an und die Libyer aktivierten daraufhin die Radargeräte zum Abfeuern der S-200-Raketen. Die A-7E Corsair II zerstörten daraufhin die Raketenabwehrstellung mit Luft-Boden-Raketen vom Typ AGM-88 HARM. Um 21:45 Uhr griffen zwei US-amerikanische A-6E Intruder eine libysche Korvette der Nanuchka II-Klasse mit AGM-88 HARM-Raketen an. Die Korvette Ean Mara MPK-9 befand sich auf dem Weg in Richtung des US-Lenkwaffenkreuzers Yorktown und wurde schwer beschädigt, an Bord brach ein Feuer aus. Die libysche Korvette konnte aber noch in den Hafen von Bengasi zurückkehren. Am 24. März 1986 um 7.30 Uhr wurde erneut eine libysche Korvette der Nanuchka II-Klasse von US-Flugzeugen abgefangen. Eine A-6E beschädigte die Korvette Ean Zaquit (Ain Zaquit) (MRK-15) mit Streubomben vom Typ Rockeye und versenkte diese mit einem Seezielflugkörper vom Typ AGM-84 Harpoon. Libyen gab im März den Abschuss von 3 US-Kampfflugzeugen bekannt. Diese Angaben wurden von den USA dementiert.

## Nach der Operation
Nach Abschluss der Operationen besuchte US-Vizepräsident George Bush am 4. April 1986 den Flugzeugträger USS Enterprise vor der Küste des Oman und sprach von einem Erfolg der 6. US-Flotte im Mittelmeer gegen Libyen und dies würde Gaddafi eine Lehre sein. Am 5. April 1986 kam es zum Anschlag auf die von US-Soldaten besuchte Berliner Diskothek La Belle und die USA begannen am 15. April 1986 in der Operation El Dorado Canyon mit der Bombardierung von Tripolis und Bengasi.